# Basilica di San Maurizio (Imperia)
La basilica concattedrale dei Santi Maurizio e Compagni Martiri è il principale luogo di culto cattolico di Imperia, in Liguria; basilica minore dal 22 settembre 1947, è sede dell'omonima parrocchia e concattedrale della diocesi di Albenga-Imperia.
La costruzione che fu edificata in stile neoclassico su progetto di Gaetano Cantoni a partire dal 1781 e terminata nel 1838, fu costruita secondo canoni di sfarzo e maestosità a testimonianza delle ricchezze della Repubblica marinara di Genova e di Porto Maurizio.
È la più grande chiesa di tutta la Liguria: le sue dimensioni esterne sono infatti di circa 70 × 42 m (82 m la lunghezza compresa la scalinata frontale), per una superficie totale di circa 3000 m². I campanili sono alti circa 36 m e la sommità della lanterna della cupola principale circa 48 m. Le dimensioni interne sono 69 × 35 m; la cupola principale è alta 33 m, quella secondaria 23 m.

## Storia

### L'impostazione stilistica
L'assunto iniziale era quello di condurre Porto Maurizio al livello delle vicine Oneglia, allora di possesso di Casa Savoia, e Sanremo, le quali avevano già rinnovato le loro chiese principali (con il santuario di Sanremo rifatto nel Seicento e la Collegiata di Oneglia nella prima metà del Settecento).
La nuova San Maurizio doveva essere nello stile neoclassico più aggiornato. All'architetto Cantoni, la committenza cittadina richiese come modello la seicentesca chiesa gesuitica di S. Ignazio a Roma, ma è anche nettamente visibile il richiamo alla cinquecentesca Assunta di Carignano, a Genova.

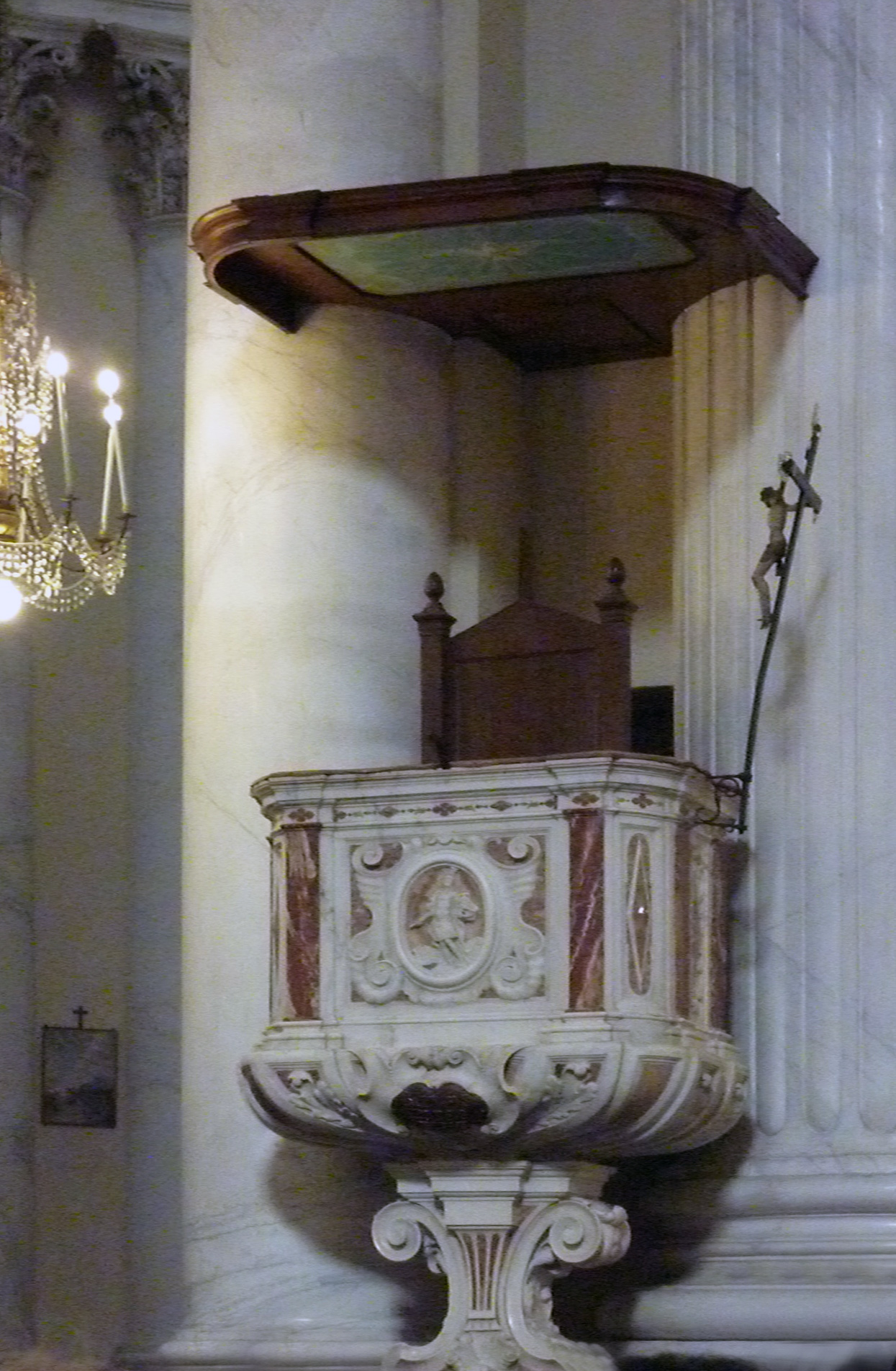
Il pulpito barocco del 1640, dal quale aveva predicato anche San Leonardo da Porto Maurizio, proveniente dalla chiesa precedente.

La ristrutturazione architettonica andava accompagnata da quella urbanistica, pur con tempi molto lunghi: i baluardi in disuso furono demoliti a partire dal 1781, e si ebbe un'accelerazione in periodo napoleonico, quando nel 1808 viene sistemata l'odierna Piazza del Duomo, con il nome di Piazza Napoleone, e per essa vengono richiesti progetti all'architetto Ferdinando Bonsignore, dell'Accademia di Torino.
Oltre al Bonsignore, nella progettazione della piazza ebbe voce anche Michele De Tommaso, esule napoletano, architetto e filosofo, ecclesiastico e giacobino - seguace di Filippo Buonarroti al cui seguito era giunto quando quest'ultimo era divenuto in quegli anni prefetto francese di Oneglia. Questa serie di grandiosi progetti non vennero realizzati, anche per le resistenze del municipio e dello stesso De Tommaso.
La chiesa divenne pertanto palestra dei migliori artisti disponibili per una città che per quanto possibile intendeva uscire da un ruolo subordinato. In essa operarono nel periodo successivo all'era napoleonica quegli artisti il cui stile, che percorre tutta la prima metà dell'Ottocento, oscillava tra un'impostazione neoclassica di fondo con in più l'aggiunta degli influssi di una pittura di Storia, questo inteso come dato di aggiornamento romantico filtrato dal Purismo.
Vi operarono i pittori Massabò, Coghetti che del primo era stato maestro a Roma, lo scultore Carlo Finelli (1785-1853) forte della sua esperienza romana a fianco del neoclassico Thorwaldsen e autore di sculture per il Tempio della Gran Madre di Torino, la grande chiesa neoclassica progettata da Bonsignore; lo scultore Salvatore Revelli, la pittrice Francesca Calzamiglia che aveva seguito Tommaso Minardi acquisendone gli accenti puristi, ecc.

### La realizzazione

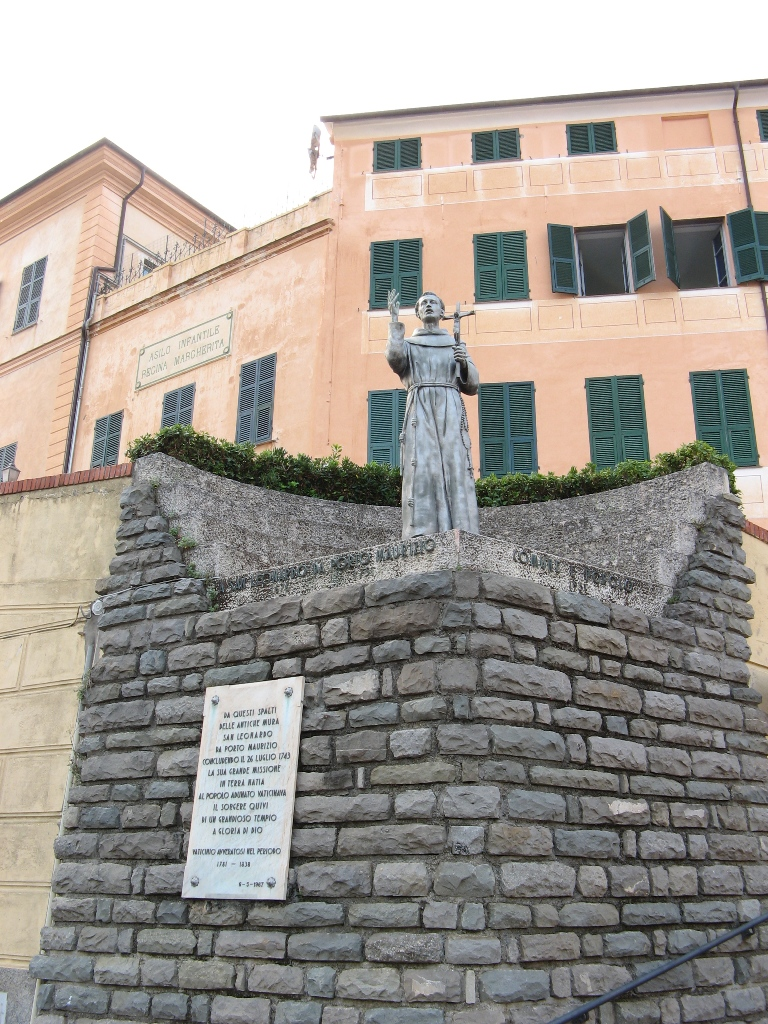
La statua di San Leonardo a ricordo della sua predica propiziatoria del 1743, per la costruzione della basilica.

La chiesa sorse occupando parte di quella che era la Piazza d'Armi, uno spazio aperto risultante dalla demolizione del Bastione dalla Nunziata della cinta di mura seicentesca, poco più esterna rispetto a quella medievale.
Il nuovo duomo doveva sostituire quello omonimo, più antico (già citato in documenti del 1470) e divenuto angusto e pericolante, che sorgeva sulla sommità del borgo fortificato del Parasio.
Il luogo in cui edificarlo pare sia stato indicato proprio da San Leonardo in persona, nel corso di una celebre predica ai concittadini del 1743. Nel punto in cui fu tenuta quella predica fu eretta nel 1967 una sua statua di bronzo.
Nelle intenzioni del Cantoni, l'interno doveva essere ancora più arioso dell'attuale costruzione: l'idea primitiva era infatti quella di mantenere staccati i gruppi colonnari. Questa soluzione fu però abbandonata per motivi statici, imposti dal crollo della cupola durante la sua costruzione nel 1821, per cui si dovette riempire lo spazio fra i gruppi di colonne, che ora risultano solo in rilievo dal blocco di muratura, non più isolate una dall'altra.

## Descrizione

### Architettura

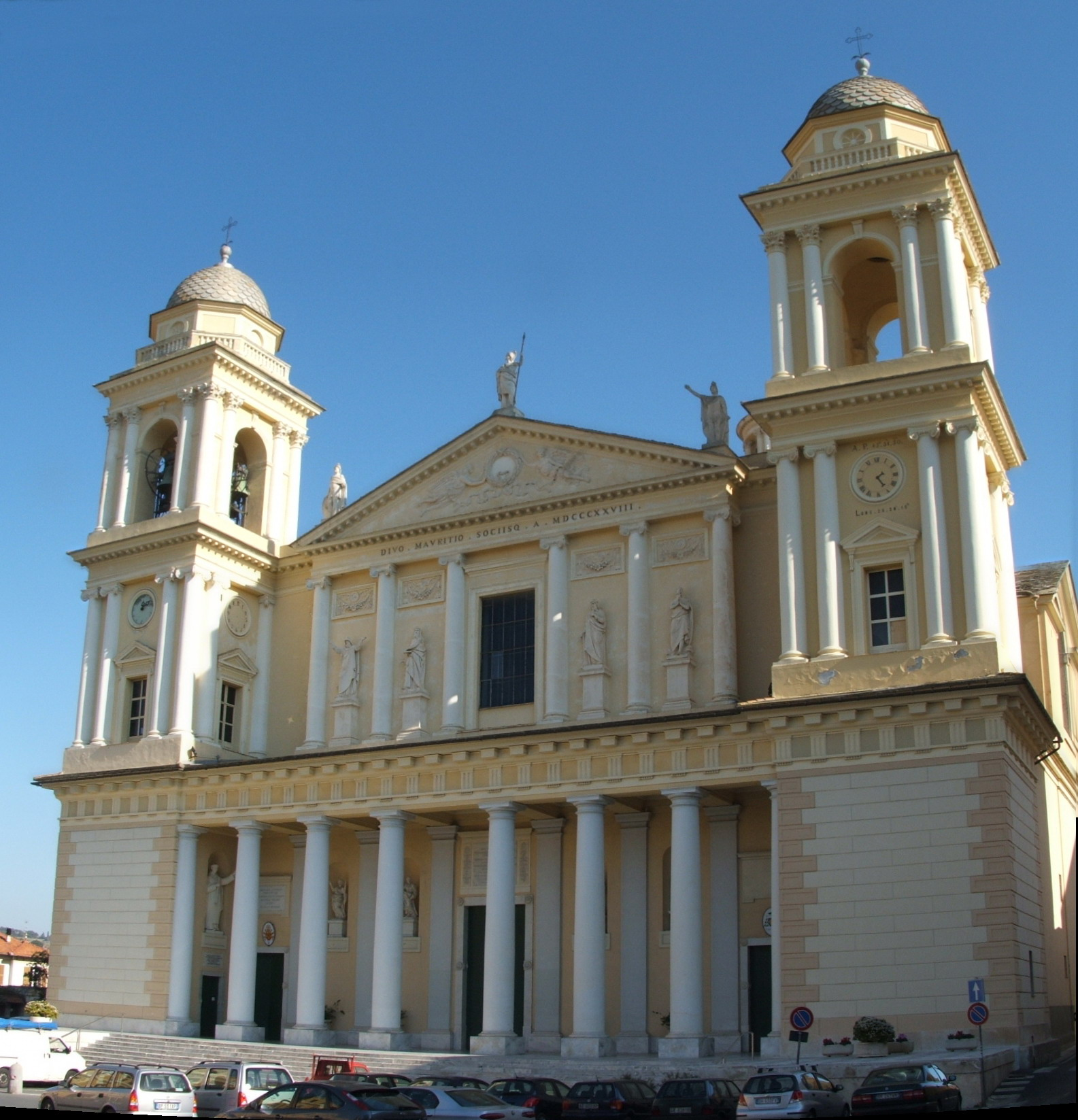
Facciata.

La facciata ha un atrio a otto colonne, affiancato da due campanili gemelli (ma solo quello di sinistra ospita effettivamente le campane). In alto sul frontone si può leggere la dedica e la data:
(Iscrizione sopra l'architrave del pronao.)
Lo stile dei tre ordini di colonne della facciata è dorico (il loggiato in basso), ionico (il frontone e le semicolonne della parte centrale dei campanili) e corinzio (le colonne delle celle campanarie, più in alto).
L'abside è rivolta ad est ed è annegata, esternamente, in un corpo di fabbrica a pianta praticamente rettangolare, che ospita le sacrestie, gli alloggi per il clero ed altri locali di servizio.

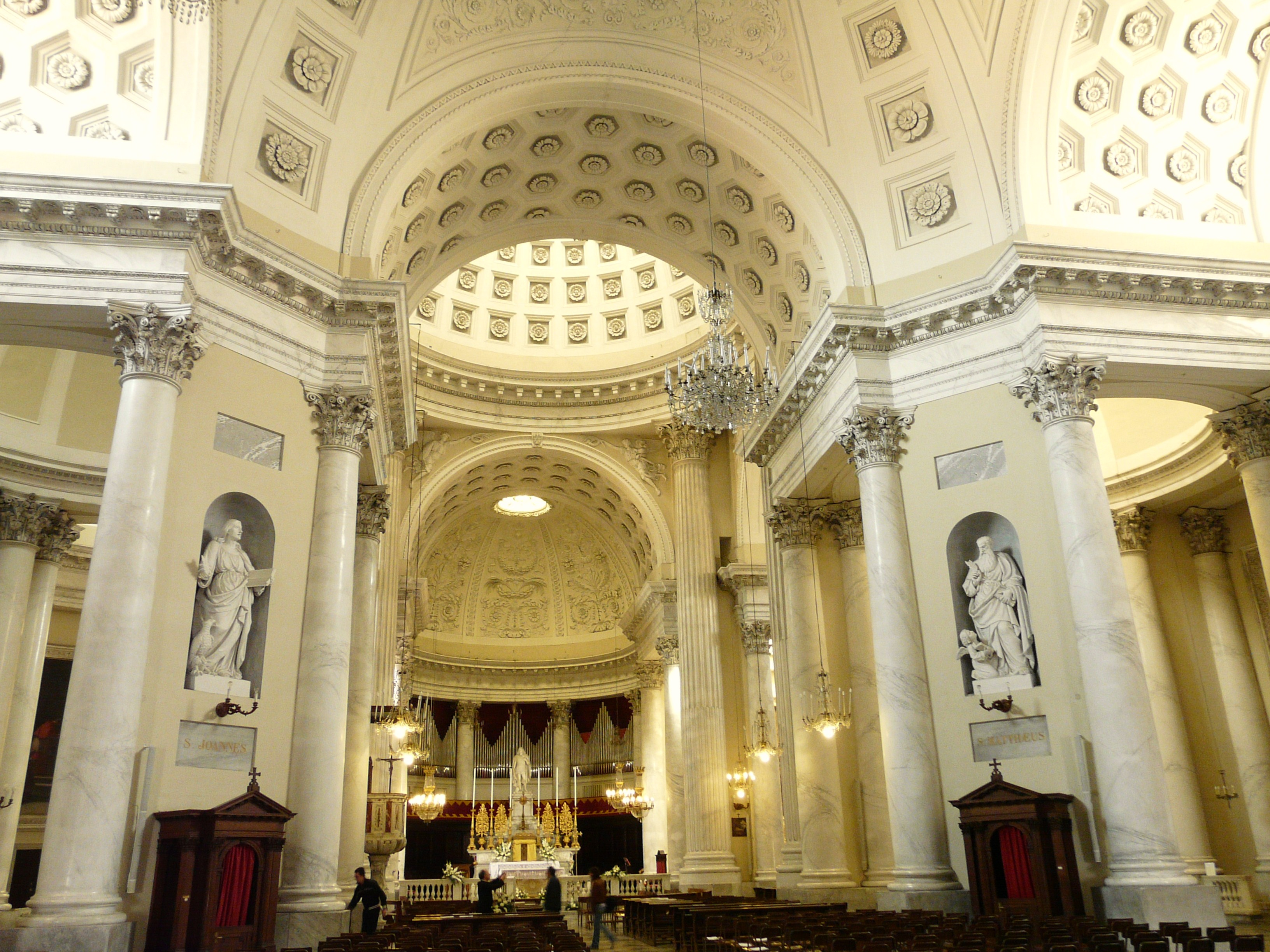
Interno.

Internamente, la concattedrale presenta una particolare pianta a croce a doppia traversa, con tre navate e doppio transetto; la crociera più vicina all'ingresso è coperta con una volta a vela a pianta ottagonale, mentre quella più vicina al presbiterio da una grande cupola con soffitto a cassettoni sopra la quale si eleva ancora una lanterna circolare. Vi sono poi altre sei cupole più piccole (senza rivestimento a cassettoni, per non appesantire eccessivamente la struttura) a copertura delle navate laterali, che ospitano un totale di altri dieci altari minori. Le volte della navata centrale e dei transetti, invece, è a botte.
Il suo interno, rifinito con stucchi ad imitazione del marmo bianco e colonne (quasi un centinaio) in stile corinzio, ricorda le basiliche dell'antica Roma. Il pavimento in marmo presenta grandi disegni geometrici, evidenti soprattutto nella zona sotto la cupola principale.

### Opere d'arte

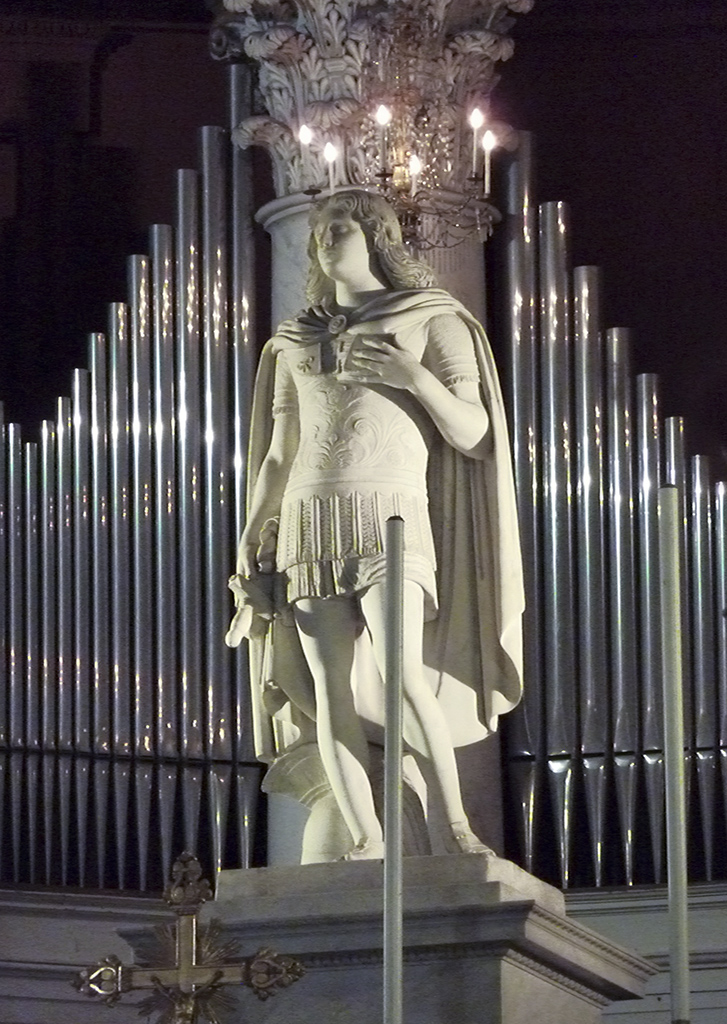
Carlo Finelli
San Maurizio (1842)
statua sopra l'altare maggiore.

Il duomo è impreziosito da un ricco arredo pittorico e statuario dovuto in maggior parte ad artisti della seconda metà dell'Ottocento: 
- statua di San Maurizio di Carlo Finelli (1842), in marmo bianco di ispirazione canoviana, che domina l'Altare Maggiore
- statua della Madonna della Misericordia (1618) ed un crocifisso, entrambi di Anton Maria Maragliano
- statue dei quattro Evangelisti, di Salvatore Revelli
- Ascensione e Gloria di Sant'Agostino del bergamasco Francesco Coghetti
- Cristo consegna le chiavi a San Pietro di Domenico Piola (in sagrestia)
- ciclo di cinque dipinti della controfacciata (opera di Cesare Viazzi):
  - Il riposo in Egitto
  - Quo vadis Domine?
  - La caduta di San Paolo del 1903
  - Caino e Abele
  - La cacciata dal Paradiso terrestre del 1904
- Martirio di San Sebastiano del 1870, di Francesco Podesti

Da segnalare anche opere di Gregorio De Ferrari, Domenico Piola, Sante Bertelli, Domenico Bruschi, Cesare Maccari, Leonardo Massabò, Paolo Mei.
Il pulpito del 1640, in stile barocco e riccamente decorato con marmi policromi, è quello della precedente chiesa omonima. Vi aveva predicato anche San Leonardo da Porto Maurizio. Fu trasferito nella nuova chiesa al momento della demolizione della vecchia.